# Heliconius muzoensis
Heliconius muzoensis är en fjärilsart som beskrevs av Heinrich Neustetter 1908. Heliconius muzoensis ingår i släktet Heliconius och familjen praktfjärilar. Inga underarter finns listade i Catalogue of Life.